# Bronchocela celebensis
Espèce
Bronchocela celebensis est une espèce de sauriens de la famille des Agamidae.

## Répartition
Cette espèce est endémique de Sulawesi en Indonésie.

## Étymologie
Son nom d'espèce, composé de celeb[es] et du suffixe latin -ensis, « qui vit dans, qui habite », lui a été donné en référence au lieu de sa découverte les Célèbes, l'ancien nom de Sulawesi.

## Publication originale
- Gray, 1845 : Catalogue of the specimens of lizards in the collection of the British Museum. p. 1-289 (texte intégral).